# فرانكلين تايلور دوبري جونيور
فرانكلين تايلور دوبري جونيور (بالإنجليزية: Franklin Taylor Dupree Jr.)‏ هو ضابط ومحامي وقاضي أمريكي، ولد في 8 أكتوبر 1913 في أنجير في الولايات المتحدة، وتوفي في 17 ديسمبر 1995 في رالي في الولايات المتحدة.